# Сеп Мајер
Јозеф Дитер „Сеп” Мајер (28. фебруар 1944, Метен) је бивши немачки фудбалер који је играо на позицији голмана. У читавој сениорској каријери бранио је за Бајерн из Минхена, а захваљујући брзим рефлексима и својој агилности имао је надимак „Мачка из Анцинга”.

## Клупска каријера
Читаву професионалну каријеру Сеп Мајер је бранио за Бајерн из Минхена. Током 70-их година 20. века био је део чувеног Бајерновог тима заједно са играчима као што су Бекенбауер, Герд Милер, Ули Хенес итд. Са Бајерном је у тој декади освојио 3 Купа шампиона заредом. Поред тога са Бајерном је освојио 4 Бундеслиге, 4 Купа Немачке, 1 Куп победника купова и 1 Интерконтинентални куп. Између 1966. и 1979. Мајер је одиграо 442 узастопне првенствене утакмице, што је и даље рекорд Бундеслиге.

## Репрезентативна каријера
Мајер је био део репрезентације Немачке на 4 узастопна Светска првенства. Са репрезентацијом је на Светским првенствима једном освојио титулу, једном био други, а једном трећи. На Европским првенствима Мајер је такође са репрезентацијом био успешан, са једном титулом и једним другим местом. За репрезентацију је бранио на 95 утакмица.

## Трофеји
Бајерн Минхен
- Бундеслига Немачке: 1968/69, 1971/72, 1972/73, 1973/74
- Куп Немачке: 1965/66, 1966/67, 1968/69, 1970/71
- Куп шампиона: 1973/74, 1974/75, 1975/76
- Куп победника купова: 1966/67
- Интерконтинентални куп: 1976

Западна Немачка
- Светско првенство: 1974
- Европско првенство: 1972

Индивидуални
- Фудбалер године у Немачкој: 1975, 1977, 1978
- ФИФА 100
- Део тима Светског првенства: 1974[2]